# 耶律善哥
耶律 善哥（やりつ ぜんか、1213年 - 1264年）は、モンゴル帝国に仕えた契丹人の一人。

## 生涯
耶律善哥は金末に自立して東遼を建国した耶律留哥の息子の一人で、耶律留哥の地位を継承した耶律薛闍（セチェ）の弟にあたる。1220年（庚辰）に耶律留哥が死去した時、後を継ぐべき耶律薛闍はモンゴル軍に従軍して中央アジア方面で転戦しており、数年にわたって耶律留哥の妻の姚里氏が東遼の国政を代行していた。善哥は1226年（丙戌）に西征から帰還したチンギス・カンの下を母親とともに訪れて耶律薛闍が本国に帰還できるよう請願し、耶律薛闍が本拠地に戻る代わりに耶律塔塔児（タタル）・耶律収国奴らとともにモンゴル軍に仕えることになった。
モンゴル軍に仕えた善哥はモンゴルタイ（蒙古歹）の名を与えられ、チンギス・カンの庶弟のベルグテイの子のクウン・ブカの軍に属した。1229年（己丑）、第二次金朝侵攻が始まるとクウン・ブカの指揮下でこれに参加し、天城堡・鳳翔府を攻略する功績を挙げた。1232年（壬辰）には3千の兵を率いて黄河を渡り、金朝の最終的な平定に寄与した。その後、クウン・ブカが第一次南宋侵攻の指揮官の一人となると引き続きこれに従い、光州・棗陽を攻略し千人隊長から広寧尹に移った。至元元年（1264年）に52歳で亡くなり、死後は息子の耶律天祐が地位を継承した。